# Puellina vulgaris
Puellina vulgaris är en mossdjursart som beskrevs av Ryland och Hayward 1992. Puellina vulgaris ingår i släktet Puellina och familjen Cribrilinidae. Inga underarter finns listade i Catalogue of Life.